# Mistrzostwa Azji w Piłce Siatkowej Mężczyzn 2013
XVII Mistrzostwa Azji w Piłce Siatkowej Mężczyzn – siedemnasta edycja siatkarskich Mistrzostw Azji. Turniej odbył się w Dubaju pomiędzy 28 września a 6 października 2013 roku.

## Podział drużyn w grupach
| Grupa A                                 | Grupa B                  | Grupa C                | Grupa D                                | Grupa E                | Grupa F                          | Grupa G     | Grupa H         |
| --------------------------------------- | ------------------------ | ---------------------- | -------------------------------------- | ---------------------- | -------------------------------- | ----------- | --------------- |
| Zjednoczone Emiraty Arabskie Uzbekistan | Australia Bahrajn Mjanma | Iran Kuwejt Kazachstan | Chiny Arabia Saudyjska Chińskie Tajpej | Japonia Sri Lanka Oman | Korea Południowa Irak Afganistan | Indie Katar | Liban Tajlandia |

## I Runda

### Grupa A
Tabela
| Lp. | Drużyna                      | Mecze | Mecze   | Mecze   | Pkt | Sety | Sety | Sety  | Małe punkty | Małe punkty | Małe punkty |
| Lp. | Drużyna                      | M     | W (3:2) | P (2:3) | Pkt | wyg. | prz. | ratio | zdob.       | str.        | ratio       |
| --- | ---------------------------- | ----- | ------- | ------- | --- | ---- | ---- | ----- | ----------- | ----------- | ----------- |
| 1   | Zjednoczone Emiraty Arabskie | 1     | 1 (0)   | 0 (0)   | 3   | 3    | 0    | MAX   | 100         | 91          | 1.099       |
| 2   | Uzbekistan                   | 1     | 0 (0)   | 1 (0)   | 0   | 0    | 3    | 0.000 | 91          | 100         | 0.910       |

Źródło: fivb.org
Punktacja: 3:0 i 3:1 – 3 pkt; 3:2 – 2 pkt; 2:3 – 1 pkt; 1:3 i 0:3 – 0 pkt
Zasady ustalania kolejności: 1. liczba zwycięstw; 2. liczba punktów; 3. stosunek setów; 4. stosunek małych punktów; 5. bilans w bezpośrednich meczach
Wyniki
| Data  | Godz. | Drużyna 1                    | Wynik | Drużyna 2  | 1     | 2     | 3     | 4     | 5 | Widzów | * |
| ----- | ----- | ---------------------------- | ----- | ---------- | ----- | ----- | ----- | ----- | - | ------ | - |
| 28.09 | 19:30 | Zjednoczone Emiraty Arabskie | 3:1   | Uzbekistan | 25:21 | 28:26 | 22:25 | 25:19 |   | 0      | 1 |

### Grupa B
Tabela
| Lp. | Drużyna   | Mecze | Mecze   | Mecze   | Pkt | Sety | Sety | Sety  | Małe punkty | Małe punkty | Małe punkty |
| Lp. | Drużyna   | M     | W (3:2) | P (2:3) | Pkt | wyg. | prz. | ratio | zdob.       | str.        | ratio       |
| --- | --------- | ----- | ------- | ------- | --- | ---- | ---- | ----- | ----------- | ----------- | ----------- |
| 1   | Australia | 2     | 2 (0)   | 0 (0)   | 6   | 6    | 1    | 6.000 | 180         | 153         | 1.176       |
| 2   | Bahrajn   | 2     | 1 (0)   | 1 (0)   | 3   | 4    | 4    | 1.000 | 185         | 193         | 0.959       |
| 3   | Mjanma    | 2     | 0 (0)   | 2 (0)   | 0   | 1    | 6    | 0.167 | 153         | 172         | 0.890       |

Źródło: fivb.org
Punktacja: 3:0 i 3:1 – 3 pkt; 3:2 – 2 pkt; 2:3 – 1 pkt; 1:3 i 0:3 – 0 pkt
Zasady ustalania kolejności: 1. liczba zwycięstw; 2. liczba punktów; 3. stosunek setów; 4. stosunek małych punktów; 5. bilans w bezpośrednich meczach
Wyniki
| Data  | Godz. | Drużyna 1 | Wynik | Drużyna 2 | 1     | 2     | 3     | 4     | 5 | Widzów | * |
| ----- | ----- | --------- | ----- | --------- | ----- | ----- | ----- | ----- | - | ------ | - |
| 28.09 | 16:00 | Bahrajn   | 3:1   | Mjanma    | 25:21 | 22:25 | 25:20 | 25:22 |   | 200    | 1 |
| 29.09 | 16:00 | Australia | 3:1   | Bahrajn   | 25:17 | 25:16 | 28:30 | 27:25 |   | 300    | 2 |
| 30.09 | 18:30 | Mjanma    | 0:3   | Australia | 22:25 | 23:25 | 20:25 |       |   | 350    | 3 |

### Grupa C
Tabela
| Lp. | Drużyna    | Mecze | Mecze   | Mecze   | Pkt | Sety | Sety | Sety  | Małe punkty | Małe punkty | Małe punkty |
| Lp. | Drużyna    | M     | W (3:2) | P (2:3) | Pkt | wyg. | prz. | ratio | zdob.       | str.        | ratio       |
| --- | ---------- | ----- | ------- | ------- | --- | ---- | ---- | ----- | ----------- | ----------- | ----------- |
| 1   | Iran       | 2     | 2 (0)   | 0 (0)   | 6   | 6    | 0    | MAX   | 150         | 102         | 1.471       |
| 2   | Kazachstan | 2     | 1 (0)   | 1 (0)   | 3   | 3    | 3    | 1.000 | 135         | 130         | 1.038       |
| 3   | Kuwejt     | 2     | 0 (0)   | 2 (0)   | 0   | 0    | 6    | 0.000 | 97          | 150         | 0.647       |

Źródło: fivb.org
Punktacja: 3:0 i 3:1 – 3 pkt; 3:2 – 2 pkt; 2:3 – 1 pkt; 1:3 i 0:3 – 0 pkt
Zasady ustalania kolejności: 1. liczba zwycięstw; 2. liczba punktów; 3. stosunek setów; 4. stosunek małych punktów; 5. bilans w bezpośrednich meczach
Wyniki
| Data  | Godz. | Drużyna 1  | Wynik | Drużyna 2  | 1     | 2     | 3     | 4 | 5 | Widzów | * |
| ----- | ----- | ---------- | ----- | ---------- | ----- | ----- | ----- | - | - | ------ | - |
| 28.09 | 14:00 | Iran       | 3:0   | Kazachstan | 25:21 | 25:17 | 25:22 |   |   | 400    | 1 |
| 29.09 | 14:00 | Kuwejt     | 0:3   | Iran       | 13:21 | 12:25 | 17:25 |   |   | 400    | 2 |
| 30.09 | 12:00 | Kazachstan | 3:0   | Kuwejt     | 25:23 | 25:15 | 25:17 |   |   | 100    | 3 |

### Grupa D
Tabela
| Lp. | Drużyna          | Mecze | Mecze   | Mecze   | Pkt | Sety | Sety | Sety  | Małe punkty | Małe punkty | Małe punkty |
| Lp. | Drużyna          | M     | W (3:2) | P (2:3) | Pkt | wyg. | prz. | ratio | zdob.       | str.        | ratio       |
| --- | ---------------- | ----- | ------- | ------- | --- | ---- | ---- | ----- | ----------- | ----------- | ----------- |
| 1   | Chiny            | 2     | 2 (0)   | 0 (0)   | 6   | 6    | 0    | MAX   | 158         | 136         | 1.162       |
| 2   | Chińskie Tajpej  | 2     | 1 (0)   | 1 (0)   | 3   | 3    | 3    | 1.000 | 145         | 143         | 1.014       |
| 3   | Arabia Saudyjska | 2     | 0 (0)   | 2 (0)   | 0   | 0    | 6    | 0.000 | 129         | 153         | 0.843       |

Źródło: fivb.org
Punktacja: 3:0 i 3:1 – 3 pkt; 3:2 – 2 pkt; 2:3 – 1 pkt; 1:3 i 0:3 – 0 pkt
Zasady ustalania kolejności: 1. liczba zwycięstw; 2. liczba punktów; 3. stosunek setów; 4. stosunek małych punktów; 5. bilans w bezpośrednich meczach
Wyniki
| Data  | Godz. | Drużyna 1        | Wynik | Drużyna 2        | 1     | 2     | 3     | 4 | 5 | Widzów | * |
| ----- | ----- | ---------------- | ----- | ---------------- | ----- | ----- | ----- | - | - | ------ | - |
| 28.09 | 16:00 | Arabia Saudyjska | 0:3   | Chińskie Tajpej  | 20:25 | 21:25 | 22:25 |   |   | 200    | 1 |
| 29.09 | 18:30 | Chiny            | 3:0   | Arabia Saudyjska | 28:26 | 25:18 | 25:22 |   |   | 50     | 2 |
| 30.09 | 16:00 | Chińskie Tajpej  | 0:3   | Chiny            | 24:26 | 19:25 | 27:29 |   |   | 100    | 3 |

### Grupa E
Tabela
| Lp. | Drużyna   | Mecze | Mecze   | Mecze   | Pkt | Sety | Sety | Sety  | Małe punkty | Małe punkty | Małe punkty |
| Lp. | Drużyna   | M     | W (3:2) | P (2:3) | Pkt | wyg. | prz. | ratio | zdob.       | str.        | ratio       |
| --- | --------- | ----- | ------- | ------- | --- | ---- | ---- | ----- | ----------- | ----------- | ----------- |
| 1   | Japonia   | 2     | 2 (0)   | 0 (0)   | 6   | 6    | 0    | MAX   | 150         | 96          | 1.563       |
| 2   | Sri Lanka | 2     | 1 (0)   | 1 (0)   | 3   | 3    | 3    | 1.000 | 128         | 130         | 0.985       |
| 3   | Oman      | 2     | 0 (0)   | 2 (0)   | 0   | 0    | 6    | 0.000 | 98          | 150         | 0.653       |

Źródło: fivb.org
Punktacja: 3:0 i 3:1 – 3 pkt; 3:2 – 2 pkt; 2:3 – 1 pkt; 1:3 i 0:3 – 0 pkt
Zasady ustalania kolejności: 1. liczba zwycięstw; 2. liczba punktów; 3. stosunek setów; 4. stosunek małych punktów; 5. bilans w bezpośrednich meczach
Wyniki
| Data  | Godz. | Drużyna 1 | Wynik | Drużyna 2 | 1     | 2     | 3     | 4 | 5 | Widzów | * |
| ----- | ----- | --------- | ----- | --------- | ----- | ----- | ----- | - | - | ------ | - |
| 28.09 | 14:00 | Oman      | 0:3   | Sri Lanka | 21:25 | 15:25 | 19:25 |   |   | 200    | 1 |
| 29.09 | 18:30 | Japonia   | 3:0   | Oman      | 25:12 | 25:17 | 25:14 |   |   | 150    | 2 |
| 30.09 | 16:00 | Sri Lanka | 0:3   | Japonia   | 16:25 | 23:25 | 14:25 |   |   | 250    | 3 |

### Grupa F
Tabela
| Lp. | Drużyna          | Mecze | Mecze   | Mecze   | Pkt | Sety | Sety | Sety  | Małe punkty | Małe punkty | Małe punkty |
| Lp. | Drużyna          | M     | W (3:2) | P (2:3) | Pkt | wyg. | prz. | ratio | zdob.       | str.        | ratio       |
| --- | ---------------- | ----- | ------- | ------- | --- | ---- | ---- | ----- | ----------- | ----------- | ----------- |
| 1   | Korea Południowa | 2     | 2 (0)   | 0 (0)   | 6   | 6    | 0    | MAX   | 150         | 102         | 1.471       |
| 2   | Irak             | 2     | 1 (0)   | 1 (0)   | 3   | 3    | 3    | 1.000 | 131         | 124         | 1.056       |
| 3   | Afganistan       | 2     | 0 (0)   | 2 (0)   | 0   | 0    | 6    | 0.000 | 95          | 150         | 0.633       |

Źródło: fivb.org
Punktacja: 3:0 i 3:1 – 3 pkt; 3:2 – 2 pkt; 2:3 – 1 pkt; 1:3 i 0:3 – 0 pkt
Zasady ustalania kolejności: 1. liczba zwycięstw; 2. liczba punktów; 3. stosunek setów; 4. stosunek małych punktów; 5. bilans w bezpośrednich meczach
Wyniki
| Data  | Godz. | Drużyna 1        | Wynik | Drużyna 2        | 1     | 2     | 3     | 4 | 5 | Widzów | * |
| ----- | ----- | ---------------- | ----- | ---------------- | ----- | ----- | ----- | - | - | ------ | - |
| 28.09 | 19:30 | Irak             | 3:0   | Afganistan       | 25:17 | 25:15 | 25:17 |   |   | 100    | 1 |
| 29.09 | 16:00 | Korea Południowa | 3:0   | Irak             | 25:19 | 25:18 | 25:19 |   |   | 100    | 2 |
| 30.09 | 18:30 | Afganistan       | 0:3   | Korea Południowa | 13:25 | 19:25 | 14:25 |   |   | 50     | 3 |

### Grupa G
Tabela
| Lp. | Drużyna | Mecze | Mecze   | Mecze   | Pkt | Sety | Sety | Sety  | Małe punkty | Małe punkty | Małe punkty |
| Lp. | Drużyna | M     | W (3:2) | P (2:3) | Pkt | wyg. | prz. | ratio | zdob.       | str.        | ratio       |
| --- | ------- | ----- | ------- | ------- | --- | ---- | ---- | ----- | ----------- | ----------- | ----------- |
| 1   | Katar   | 1     | 1 (1)   | 0 (0)   | 2   | 3    | 2    | 1.500 | 105         | 107         | 0.981       |
| 2   | Indie   | 1     | 0 (0)   | 1 (1)   | 1   | 2    | 3    | 0.667 | 107         | 105         | 1.019       |

Źródło: fivb.org
Punktacja: 3:0 i 3:1 – 3 pkt; 3:2 – 2 pkt; 2:3 – 1 pkt; 1:3 i 0:3 – 0 pkt
Zasady ustalania kolejności: 1. liczba zwycięstw; 2. liczba punktów; 3. stosunek setów; 4. stosunek małych punktów; 5. bilans w bezpośrednich meczach
Wyniki
| Data  | Godz. | Drużyna 1 | Wynik | Drużyna 2 | 1     | 2     | 3     | 4     | 5     | Widzów | * |
| ----- | ----- | --------- | ----- | --------- | ----- | ----- | ----- | ----- | ----- | ------ | - |
| 29.09 | 12:00 | Katar     | 3:2   | Indie     | 17:25 | 25:21 | 23:25 | 25:23 | 15:13 | 200    | 1 |

### Grupa H
Tabela
| Lp. | Drużyna   | Mecze | Mecze   | Mecze   | Pkt | Sety | Sety | Sety  | Małe punkty | Małe punkty | Małe punkty |
| Lp. | Drużyna   | M     | W (3:2) | P (2:3) | Pkt | wyg. | prz. | ratio | zdob.       | str.        | ratio       |
| --- | --------- | ----- | ------- | ------- | --- | ---- | ---- | ----- | ----------- | ----------- | ----------- |
| 1   | Tajlandia | 1     | 1 (0)   | 0 (0)   | 3   | 3    | 1    | 3.000 | 102         | 95          | 1.074       |
| 2   | Liban     | 1     | 0 (0)   | 1 (0)   | 0   | 1    | 3    | 0.333 | 95          | 102         | 0.931       |

Źródło: fivb.org
Punktacja: 3:0 i 3:1 – 3 pkt; 3:2 – 2 pkt; 2:3 – 1 pkt; 1:3 i 0:3 – 0 pkt
Zasady ustalania kolejności: 1. liczba zwycięstw; 2. liczba punktów; 3. stosunek setów; 4. stosunek małych punktów; 5. bilans w bezpośrednich meczach
Wyniki
| Data  | Godz. | Drużyna 1 | Wynik | Drużyna 2 | 1     | 2     | 3     | 4     | 5 | Widzów | * |
| ----- | ----- | --------- | ----- | --------- | ----- | ----- | ----- | ----- | - | ------ | - |
| 30.09 | 14:00 | Liban     | 1:3   | Tajlandia | 25:22 | 19:25 | 23:25 | 28:30 |   | 200    | 1 |

## Mecze o miejsca 17-21

### Ćwierćfinały
| Data  | Godz. | Drużyna 1        | Wynik | Drużyna 2 | 1     | 2     | 3     | 4     | 5 | Widzów | * |
| ----- | ----- | ---------------- | ----- | --------- | ----- | ----- | ----- | ----- | - | ------ | - |
| 02.10 | 10:00 | Arabia Saudyjska | 1:3   | Oman      | 25:13 | 23:25 | 18:25 | 19:25 |   | 150    | 1 |

### Półfinały
| Data  | Godz. | Drużyna 1  | Wynik | Drużyna 2 | 1     | 2     | 3     | 4     | 5     | Widzów | * |
| ----- | ----- | ---------- | ----- | --------- | ----- | ----- | ----- | ----- | ----- | ------ | - |
| 04.10 | 10:00 | Afganistan | 0:3   | Mjanma    | 16:25 | 16:25 | 23:25 |       |       | 100    | 1 |
| 04.10 | 10:00 | Kuwejt     | 3:2   | Oman      | 25:19 | 25:23 | 24:26 | 21:25 | 15:10 | 150    | 2 |

### Mecz o 19 miejsce
| Data  | Godz. | Drużyna 1  | Wynik | Drużyna 2 | 1     | 2     | 3     | 4     | 5 | Widzów | * |
| ----- | ----- | ---------- | ----- | --------- | ----- | ----- | ----- | ----- | - | ------ | - |
| 05.10 | 10:00 | Afganistan | 1:3   | Oman      | 25:18 | 23:25 | 17:25 | 17:25 |   | 50     | 1 |

### Mecz o 17 miejsce
| Data  | Godz. | Drużyna 1 | Wynik | Drużyna 2 | 1     | 2     | 3     | 4 | 5 | Widzów | * |
| ----- | ----- | --------- | ----- | --------- | ----- | ----- | ----- | - | - | ------ | - |
| 05.10 | 10:00 | Mjanma    | 0:3   | Kuwejt    | 23:25 | 23:25 | 20:25 |   |   | 150    | 1 |

## II Runda

### Grupa I
Tabela
| Lp. | Drużyna                      | Mecze | Mecze   | Mecze   | Pkt | Sety | Sety | Sety  | Małe punkty | Małe punkty | Małe punkty |
| Lp. | Drużyna                      | M     | W (3:2) | P (2:3) | Pkt | wyg. | prz. | ratio | zdob.       | str.        | ratio       |
| --- | ---------------------------- | ----- | ------- | ------- | --- | ---- | ---- | ----- | ----------- | ----------- | ----------- |
| 1   | Tajlandia                    | 3     | 3 (0)   | 0 (0)   | 9   | 9    | 1    | 9.000 | 252         | 211         | 1.194       |
| 2   | Liban                        | 3     | 2 (0)   | 1 (0)   | 6   | 7    | 3    | 2.333 | 248         | 210         | 1.181       |
| 3   | Zjednoczone Emiraty Arabskie | 3     | 1 (0)   | 2 (0)   | 3   | 3    | 7    | 0.429 | 218         | 244         | 0.893       |
| 3   | Uzbekistan                   | 3     | 0 (0)   | 3 (0)   | 0   | 1    | 9    | 0.111 | 197         | 250         | 0.788       |

Źródło: fivb.org
Punktacja: 3:0 i 3:1 – 3 pkt; 3:2 – 2 pkt; 2:3 – 1 pkt; 1:3 i 0:3 – 0 pkt
Zasady ustalania kolejności: 1. liczba zwycięstw; 2. liczba punktów; 3. stosunek setów; 4. stosunek małych punktów; 5. bilans w bezpośrednich meczach
Wyniki
| Data  | Godz. | Drużyna 1                    | Wynik | Drużyna 2  | 1     | 2     | 3     | 4 | 5 | Widzów | * |
| ----- | ----- | ---------------------------- | ----- | ---------- | ----- | ----- | ----- | - | - | ------ | - |
| 01.10 | 12:00 | Tajlandia                    | 3:0   | Uzbekistan | 25:15 | 25:19 | 25:21 |   |   | 100    | 1 |
| 01.10 | 18:30 | Zjednoczone Emiraty Arabskie | 0:3   | Liban      | 15:25 | 16:25 | 26:28 |   |   | 150    | 2 |
| 02.10 | 16:00 | Uzbekistan                   | 0:3   | Liban      | 14:25 | 19:25 | 18:25 |   |   | 100    | 3 |
| 02.10 | 18:30 | Zjednoczone Emiraty Arabskie | 0:3   | Tajlandia  | 19:25 | 22:25 | 20:25 |   |   | 100    | 4 |

### Grupa J
Tabela
| Lp. | Drużyna   | Mecze | Mecze   | Mecze   | Pkt | Sety | Sety | Sety  | Małe punkty | Małe punkty | Małe punkty |
| Lp. | Drużyna   | M     | W (3:2) | P (2:3) | Pkt | wyg. | prz. | ratio | zdob.       | str.        | ratio       |
| --- | --------- | ----- | ------- | ------- | --- | ---- | ---- | ----- | ----------- | ----------- | ----------- |
| 1   | Australia | 3     | 2 (0)   | 1 (1)   | 7   | 8    | 4    | 2.000 | 289         | 250         | 1.156       |
| 2   | Indie     | 3     | 2 (1)   | 1 (0)   | 5   | 8    | 6    | 1.333 | 396         | 359         | 1.103       |
| 3   | Bahrajn   | 3     | 1 (0)   | 2 (0)   | 3   | 5    | 6    | 0.833 | 261         | 277         | 0.942       |
| 3   | Katar     | 3     | 1 (0)   | 2 (0)   | 3   | 3    | 8    | 0.375 | 225         | 260         | 0.865       |

Źródło: fivb.org
Punktacja: 3:0 i 3:1 – 3 pkt; 3:2 – 2 pkt; 2:3 – 1 pkt; 1:3 i 0:3 – 0 pkt
Zasady ustalania kolejności: 1. liczba zwycięstw; 2. liczba punktów; 3. stosunek setów; 4. stosunek małych punktów; 5. bilans w bezpośrednich meczach
Wyniki
| Data  | Godz. | Drużyna 1 | Wynik | Drużyna 2 | 1     | 2     | 3     | 4     | 5     | Widzów | * |
| ----- | ----- | --------- | ----- | --------- | ----- | ----- | ----- | ----- | ----- | ------ | - |
| 01.10 | 14:00 | Australia | 2:3   | Indie     | 23:25 | 24:26 | 25:23 | 25:23 | 12:15 | 250    | 1 |
| 01.10 | 16:00 | Katar     | 0:3   | Bahrajn   | 22:25 | 26:28 | 22:25 |       |       | 300    | 2 |
| 02.10 | 12:00 | Bahrajn   | 1:3   | Indie     | 20:25 | 23:25 | 26:24 | 26:28 |       | 400    | 3 |
| 02.10 | 14:00 | Australia | 3:0   | Katar     | 25:21 | 25:13 | 25:16 |       |       | 150    | 4 |

### Grupa K
Tabela
| Lp. | Drużyna          | Mecze | Mecze   | Mecze   | Pkt | Sety | Sety | Sety  | Małe punkty | Małe punkty | Małe punkty |
| Lp. | Drużyna          | M     | W (3:2) | P (2:3) | Pkt | wyg. | prz. | ratio | zdob.       | str.        | ratio       |
| --- | ---------------- | ----- | ------- | ------- | --- | ---- | ---- | ----- | ----------- | ----------- | ----------- |
| 1   | Iran             | 3     | 3 (0)   | 0 (0)   | 9   | 9    | 1    | 9.000 | 247         | 196         | 1.260       |
| 2   | Korea Południowa | 3     | 2 (0)   | 1 (0)   | 6   | 7    | 3    | 2.333 | 237         | 223         | 1.063       |
| 3   | Kazachstan       | 3     | 1 (0)   | 2 (0)   | 3   | 3    | 7    | 0.429 | 229         | 248         | 0.923       |
| 3   | Irak             | 3     | 0 (0)   | 3 (0)   | 0   | 1    | 9    | 0.111 | 203         | 249         | 0.815       |

Źródło: fivb.org
Punktacja: 3:0 i 3:1 – 3 pkt; 3:2 – 2 pkt; 2:3 – 1 pkt; 1:3 i 0:3 – 0 pkt
Zasady ustalania kolejności: 1. liczba zwycięstw; 2. liczba punktów; 3. stosunek setów; 4. stosunek małych punktów; 5. bilans w bezpośrednich meczach
Wyniki
| Data  | Godz. | Drużyna 1        | Wynik | Drużyna 2        | 1     | 2     | 3     | 4     | 5 | Widzów | * |
| ----- | ----- | ---------------- | ----- | ---------------- | ----- | ----- | ----- | ----- | - | ------ | - |
| 01.10 | 12:00 | Iran             | 3:0   | Irak             | 25:16 | 25:17 | 25:20 |       |   | 200    | 1 |
| 01.10 | 14:00 | Korea Południowa | 3:0   | Kazachstan       | 29:27 | 25:20 | 25:23 |       |   | 150    | 2 |
| 02.10 | 12:00 | Kazachstan       | 3:1   | Irak             | 25:22 | 22:25 | 25:22 | 27:25 |   | 200    | 3 |
| 02.10 | 14:00 | Iran             | 3:1   | Korea Południowa | 25:19 | 25:16 | 22:25 | 25:23 |   | 1000   | 4 |

### Grupa L
Tabela
| Lp. | Drużyna         | Mecze | Mecze   | Mecze   | Pkt | Sety | Sety | Sety  | Małe punkty | Małe punkty | Małe punkty |
| Lp. | Drużyna         | M     | W (3:2) | P (2:3) | Pkt | wyg. | prz. | ratio | zdob.       | str.        | ratio       |
| --- | --------------- | ----- | ------- | ------- | --- | ---- | ---- | ----- | ----------- | ----------- | ----------- |
| 1   | Chiny           | 3     | 3 (0)   | 0 (0)   | 9   | 9    | 1    | 9.000 | 248         | 210         | 1.181       |
| 2   | Japonia         | 3     | 2 (0)   | 1 (0)   | 6   | 7    | 3    | 2.333 | 241         | 204         | 1.181       |
| 3   | Chińskie Tajpej | 3     | 1 (0)   | 2 (0)   | 3   | 3    | 6    | 0.500 | 203         | 199         | 1.020       |
| 3   | Sri Lanka       | 3     | 0 (0)   | 3 (0)   | 0   | 0    | 9    | 0.000 | 156         | 225         | 0.693       |

Źródło: fivb.org
Punktacja: 3:0 i 3:1 – 3 pkt; 3:2 – 2 pkt; 2:3 – 1 pkt; 1:3 i 0:3 – 0 pkt
Zasady ustalania kolejności: 1. liczba zwycięstw; 2. liczba punktów; 3. stosunek setów; 4. stosunek małych punktów; 5. bilans w bezpośrednich meczach
Wyniki
| Data  | Godz. | Drużyna 1       | Wynik | Drużyna 2       | 1     | 2     | 3     | 4     | 5 | Widzów | * |
| ----- | ----- | --------------- | ----- | --------------- | ----- | ----- | ----- | ----- | - | ------ | - |
| 01.10 | 16:00 | Chiny           | 3:0   | Sri Lanka       | 25:14 | 25:17 | 25:18 |       |   | 50     | 1 |
| 01.10 | 18:30 | Japonia         | 3:0   | Chińskie Tajpej | 25:18 | 25:18 | 25:20 |       |   | 400    | 2 |
| 02.10 | 16:00 | Chiny           | 3:1   | Japonia         | 18:25 | 25:22 | 25:22 | 25:22 |   | 200    | 3 |
| 02.10 | 18:30 | Chińskie Tajpej | 3:0   | Sri Lanka       | 25:18 | 25:17 | 25:19 |       |   | 100    | 4 |

## Mecze o miejsca 9-16

### Ćwierćfinały
| Data  | Godz. | Drużyna 1                    | Wynik | Drużyna 2  | 1     | 2     | 3     | 4 | 5 | Widzów | * |
| ----- | ----- | ---------------------------- | ----- | ---------- | ----- | ----- | ----- | - | - | ------ | - |
| 04.10 | 12:00 | Zjednoczone Emiraty Arabskie | 0:3   | Katar      | 22:25 | 21:25 | 14:25 |   |   | 100    | 1 |
| 04.10 | 14:00 | Kazachstan                   | 3:0   | Sri Lanka  | 25:21 | 25:20 | 25:22 |   |   | 200    | 2 |
| 04.10 | 16:00 | Bahrajn                      | 3:0   | Uzbekistan | 25:15 | 25:18 | 25:23 |   |   | 100    | 3 |
| 04.10 | 18:30 | Chińskie Tajpej              | 3:0   | Irak       | 25:10 | 25:19 | 25:23 |   |   | 100    | 4 |

### Półfinały o miejsca 13-16
| Data  | Godz. | Drużyna 1                    | Wynik | Drużyna 2 | 1     | 2     | 3     | 4     | 5     | Widzów | * |
| ----- | ----- | ---------------------------- | ----- | --------- | ----- | ----- | ----- | ----- | ----- | ------ | - |
| 05.10 | 18:30 | Zjednoczone Emiraty Arabskie | 3:2   | Sri Lanka | 26:24 | 13:25 | 20:25 | 29:27 | 15:12 | 100    | 1 |
| 05.10 | 14:00 | Uzbekistan                   | 2:3   | Irak      | 21:25 | 20:25 | 25:17 | 25:21 | 10:15 | 100    | 2 |

### Półfinały o miejsca 9-12
| Data  | Godz. | Drużyna 1  | Wynik | Drużyna 2  | 1     | 2     | 3     | 4     | 5     | Widzów | * |
| ----- | ----- | ---------- | ----- | ---------- | ----- | ----- | ----- | ----- | ----- | ------ | - |
| 05.10 | 16:00 | Katar      | 1:3   | Kazachstan | 25:19 | 17:25 | 24:26 | 22:25 |       | 100    | 1 |
| 05.10 | 12:00 | Uzbekistan | 2:3   | Irak       | 20:25 | 25:22 | 25:23 | 23:25 | 13:15 | 100    | 2 |

### Mecz o 15 miejsce
| Data  | Godz. | Drużyna 1 | Wynik | Drużyna 2  | 1     | 2     | 3     | 4 | 5 | Widzów | * |
| ----- | ----- | --------- | ----- | ---------- | ----- | ----- | ----- | - | - | ------ | - |
| 06.10 | 09:00 | Sri Lanka | 3:0   | Uzbekistan | 25:19 | 25:17 | 25:20 |   |   | 100    | 1 |

### Mecz o 13 miejsce
| Data  | Godz. | Drużyna 1                    | Wynik | Drużyna 2 | 1     | 2     | 3     | 4     | 5 | Widzów | * |
| ----- | ----- | ---------------------------- | ----- | --------- | ----- | ----- | ----- | ----- | - | ------ | - |
| 06.10 | 11:00 | Zjednoczone Emiraty Arabskie | 1:3   | Irak      | 19:25 | 25:15 | 23:25 | 22:25 |   | 100    | 1 |

### Mecz o 11 miejsce
| Data  | Godz. | Drużyna 1 | Wynik | Drużyna 2 | 1     | 2     | 3     | 4     | 5     | Widzów | * |
| ----- | ----- | --------- | ----- | --------- | ----- | ----- | ----- | ----- | ----- | ------ | - |
| 06.10 | 13:00 | Katar     | 3:2   | Bahrajn   | 19:25 | 25:27 | 25:23 | 25:23 | 22:25 | 150    | 1 |

### Mecz o 9 miejsce
| Data  | Godz. | Drużyna 1  | Wynik | Drużyna 2       | 1     | 2     | 3     | 4     | 5 | Widzów | * |
| ----- | ----- | ---------- | ----- | --------------- | ----- | ----- | ----- | ----- | - | ------ | - |
| 06.10 | 15:00 | Kazachstan | 1:3   | Chińskie Tajpej | 23:25 | 21:25 | 25:17 | 16:25 |   | 100    | 1 |

## III runda

### Ćwierćfinały
| Data  | Godz. | Drużyna 1 | Wynik | Drużyna 2        | 1     | 2     | 3     | 4     | 5 | Widzów | * |
| ----- | ----- | --------- | ----- | ---------------- | ----- | ----- | ----- | ----- | - | ------ | - |
| 04.10 | 12:00 | Tajlandia | 0:3   | Japonia          | 24:26 | 21:25 | 16:25 |       |   | 300    | 1 |
| 04.10 | 14:00 | Iran      | 3:0   | Liban            | 25:19 | 25:18 | 25:17 |       |   | 2000   | 2 |
| 04.10 | 16:00 | Australia | 0:3   | Korea Południowa | 14:25 | 17:25 | 16:25 |       |   | 400    | 3 |
| 04.10 | 18:30 | Chiny     | 3:1   | Indie            | 22:25 | 25:22 | 25:21 | 25:18 |   | 800    | 4 |

### Mecze o miejsca 5-8
| Data  | Godz. | Drużyna 1 | Wynik | Drużyna 2 | 1     | 2     | 3     | 4     | 5 | Widzów | * |
| ----- | ----- | --------- | ----- | --------- | ----- | ----- | ----- | ----- | - | ------ | - |
| 05.10 | 12:00 | Tajlandia | 3:1   | Liban     | 16:25 | 25:21 | 25:23 | 28:26 |   | 150    | 1 |
| 05.10 | 14:00 | Australia | 3:1   | Indie     | 25:20 | 25:18 | 21:25 | 25:12 |   | 200    | 2 |

### Półfinały
| Data  | Godz. | Drużyna 1        | Wynik | Drużyna 2 | 1     | 2     | 3     | 4     | 5     | Widzów | * |
| ----- | ----- | ---------------- | ----- | --------- | ----- | ----- | ----- | ----- | ----- | ------ | - |
| 05.10 | 16:00 | Japonia          | 0:3   | Iran      | 19:25 | 16:25 | 22:25 |       |       | 4500   | 1 |
| 05.10 | 18:30 | Korea Południowa | 3:2   | Chiny     | 25:23 | 23:25 | 25:23 | 20:25 | 15:12 | 500    | 2 |

### Mecz o 7 miejsce
| Data  | Godz. | Drużyna 1 | Wynik | Drużyna 2 | 1     | 2     | 3     | 4     | 5     | Widzów | * |
| ----- | ----- | --------- | ----- | --------- | ----- | ----- | ----- | ----- | ----- | ------ | - |
| 06.10 | 12:00 | Liban     | 2:3   | Indie     | 25:27 | 25:23 | 23:25 | 25:21 | 15:17 | 50     | 1 |

### Mecz o 5 miejsce
| Data  | Godz. | Drużyna 1 | Wynik | Drużyna 2 | 1     | 2     | 3     | 4     | 5 | Widzów | * |
| ----- | ----- | --------- | ----- | --------- | ----- | ----- | ----- | ----- | - | ------ | - |
| 06.10 | 14:00 | Tajlandia | 1:3   | Australia | 28:26 | 14:25 | 18:25 | 24:26 |   | 300    | 1 |

### Mecz o 3 miejsce
| Data  | Godz. | Drużyna 1 | Wynik | Drużyna 2 | 1     | 2     | 3     | 4     | 5 | Widzów | * |
| ----- | ----- | --------- | ----- | --------- | ----- | ----- | ----- | ----- | - | ------ | - |
| 06.10 | 16:00 | Japonia   | 1:3   | Chiny     | 18:25 | 22:25 | 25:22 | 20:25 |   | 4000   | 1 |

### Finał
| Data  | Godz. | Drużyna 1 | Wynik | Drużyna 2        | 1     | 2     | 3     | 4 | 5 | Widzów | * |
| ----- | ----- | --------- | ----- | ---------------- | ----- | ----- | ----- | - | - | ------ | - |
| 06.10 | 18:30 | Iran      | 3:0   | Korea Południowa | 25:19 | 25:22 | 25:19 |   |   | 5000   | 1 |

## Klasyfikacja końcowa
| Miejsce | Reprezentacja                |
| ------- | ---------------------------- |
| złoto   | Iran                         |
| srebro  | Korea Południowa             |
| brąz    | Chiny                        |
| 4.      | Japonia                      |
| 5.      | Australia                    |
| 6.      | Tajlandia                    |
| 7.      | Indie                        |
| 8.      | Liban                        |
| 9.      | Chińskie Tajpej              |
| 10.     | Kazachstan                   |
| 11.     | Katar                        |
| 12.     | Bahrajn                      |
| 13.     | Irak                         |
| 14.     | Zjednoczone Emiraty Arabskie |
| 15.     | Sri Lanka                    |
| 16.     | Uzbekistan                   |
| 17.     | Kuwejt                       |
| 18.     | Mjanma                       |
| 19.     | Oman                         |
| 20.     | Afganistan                   |
| 21.     | Arabia Saudyjska             |